# رودولفس جورسنش
رودولفس جورسنش (باللاتفية: Rūdolfs Jurciņš)‏ مواليد 19 يونيو 1909 في ريغا، الإمبراطورية الروسية - الوفاة 22 يوليو 1948، كان لاعب كرة سلة لاتفي. بدأ مسيرته الاحترافية في سنة 1924. مثّل منتخب بلاده. شارك في دورة الألعاب الأولمبية الصيفية سنة 1936. حقق المركز الأول في بطولة أمم أوروبا لكرة السلة 1935. اعتزل اللعب في 1940s.

## الميداليات
| الميدالية | المسابقة                         |
| --------- | -------------------------------- |
| ذهبية     | بطولة أمم أوروبا لكرة السلة 1935 |

## روابط خارجية
- رودولفس جورسنش على موقع سبورتس رفرنس (الإنجليزية)
- رودولفس جورسنش على موقع أوليمبيديا (الإنجليزية)
- رودولفس جورسنشعلى موقع اللجنة الأولمبية اللاتفية (مؤرشف) (اللاتفية)